# Changjiaquan
Changjiaquan (chinesisch 苌家拳 „Boxen der Familie Chang“) ist eine bestimmte chinesische Art des Kung Fu. Es wird auch Changmenquan (苌门拳) oder Changshi wuji (苌氏武技) genannt. Das Changjiaquan aus Xingyang in der chinesischen Provinz Henan wurde in die Liste des immateriellen Kulturerbes der Volksrepublik China aufgenommen (Nr. 806). Der Kampfstil geht auf Chang Naizhou 苌乃周 (1724–1783) zurück.  